# Safiatou Thiam
Safiatou Thiam (24 de maio de 1963, Dakar) é uma médica e servidora pública, especialista em HIV/AIDS. Foi ministra da Saúde e da Prevenção no governo de Cheikh Hadjibou Soumaré. Desde 19 de fevereiro de 2014, é a secretária executiva do Conselho Nacional de Combate à AIDS.

## Educação
Obteve seu doutorado em Saúde Pública em 1995 na Université Cheikh Anta Diop em Dakar. Concluiu o Mestrado em Ciências no Instituto de Medicina Tropical de Anvers em 1997. Obteve outras especializações em Dakar e na França.
Na Universidade de Paris VII, obteve um Diploma de Especialização em "Saúde Pública e Países em Desenvolvimento" (2001). Na Universidade Cheikh Anta Diop de Dakar, ela obteve um Certificado de Estudos Especializados em Doenças Infecciosas e Tropicais (2001). No Instituto de Medicina Tropical de Antuérpia, na Bélgica, ela obteve Mestrado em Ciências Biomédicas Tropicais (1997). Concluiu um curso de doenças sexualmente transmissíveis (DST) no Instituto de AIDS da Fournier, em Paris (1998), na Universidade Cheikh Anta Diop do estado de Dakar, ela obteve seu doutorado em medicina (1995).

## Carreira
Desde 19 de fevereiro de 2014, seguindo uma ordem do Primeiro Ministro, foi nomeada secretária executiva do Conselho Nacional de Combate à Aids, sucedendo a Ibra Ndoye. No Conselho Nacional de Combate a AIDS, ela dirige os programas do Fundo Mundial de Combate ao Câncer. Em 2007, ela foi recrutada como coordenadora do Programa Conjunto das Nações Unidas sobre HIV/AIDS no Senegal.
De 1995 a 1996, trabalhou no Ministério da Saúde do Senegal como pesquisadora epidemiológica em: capacidade de diagnóstico dos centros de saúde de DST, uma investigação preliminar de um programa proposto para combater o diabetes, a morbidade e a mortalidade da malária.
Em 13 de setembro de 2007, aos 44 anos, Safiatou Thiam foi nomeada Ministra da Saúde e Prevenção do Senegal. A partir de 2009, atuou como consultora em vários países para as Nações Unidas e outros programas de combate à Aids, incluindo Guiné, Burkina Faso, Mali e Costa do Marfim.
Coordenou o desenvolvimento e a validação do Plano Nacional de Desenvolvimento da Saúde do Senegal, Avaliação e monitoramento da implementação da Declaração de Compromisso de saúde no país; desenvolvimento de Contas Nacionais de Saúde, desenvolvimento e validação de uma política de manutenção de equipamentos médicos; Avaliação da Reforma Hospitalar; desenvolvimento de materiais de advocacia na promoção da saúde, na luta contra doenças e na cobertura universal do seguro de saúde.